# Вивірковиді
Вивірковиді, вивіркоподібні, вивірківці, білкоподібні (Sciuromorpha) — один з підрядів ряду мишоподібних (Muriformes) надряду гризунів (Rodentia).

## Давні класифікації
Часто вивірковидих називають одною з найдавніших груп гризунів.
Раніше до нього відносились найрізноманітніші групи. За традиційною систематикою, належність тих чи інших груп гризунів до вивірковидих залежала від форми інфраорбітального каналу в їхньому черепі.
Ще раніше до вивірковидих відносили також родини шипохвостих, гребенепалих і довгоногів.
У деяких класифікаціях до підряду вивірковидих відносять також родину бобрових. Однак ці тварини сьогодні виділені в окремий підряд бобровидих (Castorimorpha).

## Сучасні класифікації
Керуючись морфологічними й молекулярно-генетичними аспектами, Карлтон і Массер (2005) визначили підряди гризунів по-новому.
До вивірковидих вони віднесли такі родини:
- аплодонтієві (Aplodontiidae)
- вивіркові (Sciuridae), у тому числі вивірка (Sciura) та бабак (Marmota)
- вовчкові (Gliridae), у тому числі вовчок сірий, соня, ліскулька.

Перенесення родини вовчкових у цей підряд (раніше були в підряді мишовидих, Myomorpha) було мало очікуваною подією, оскільки протягом багатьох років дослідники частіше обговорювали їхню віддаленість від сціуроморф (Sciuromorpha) і близькі стосунки з міоморфами (Myomorpha).
- див. також: вовчковиді (Gliromorpha)